# ماروف

آنا بوريسينفا كورسون (بالإنجليزية: Anna Borysivna Korsun)‏ وتشهر ب أسم ماروف (بالإنجليزية: Maruv)‏ هي مغنية أوكرانية ولدت في 15 فبراير 1992.تعيش وتعمل في مدينة كييف.

## وصلات خارجية
- ماروف على موقع IMDb (الإنجليزية)
- ماروف على موقع ميوزك برينز (الإنجليزية)
- ماروف على موقع أول ميوزيك (الإنجليزية)
- ماروف على موقع ديسكوغز (الإنجليزية)
- ماروف على موقع قاعدة بيانات الفيلم (الإنجليزية)
- ماروف على موقع كينوبويسك (الروسية)